# Krivaj (Lipovljani)
Krivaj falu Horvátországban, Sziszek-Monoszló megyében. Közigazgatásilag Lipovljanihoz tartozik.

## Fekvése
Sziszek városától légvonalban 42, közúton 56 km-re keletre, községközpontjától 4 km-re északra, Lipovljani és Banova Jaruga között, a Krivajac-patak partján fekszik. Északi határában található a Banovsko jezero azaz a Banovai-tó.

## Története
A térség 1544 és 1685 között török uralom alatt állt. Ekkor sikerült visszafoglalnia Erdődy Miklósnak a közeli Kraljeva Velika várát. A hódoltság idején kiürült területre a 17. század végén Sziszek, Ivanicsvár és Körös vidékéről horvát családok érkeztek. Krivajt a 18. század elején alapították, első lakói német, cseh és szlovák családok voltak. A faluban ma is számos német, cseh és szlovák eredetű családnév van. A kraljeva velikai katolikus plébániát melyhez a falu is tartozott 1693-ban alapították újra, de 1763-ban központját Lipovljaniba helyezték át.
1773-ban az első katonai felmérés térképén a település „Dorf Krivay” néven szerepel. 1857-ben 189, 1910-ben 458 lakosa volt. Pozsega vármegye Novszkai járásához tartozott. 1918-ban az új szerb-horvát-szlovén állam, majd később Jugoszlávia része lett. A II. világháború idején a Független Horvát Állam része volt. A háború után enyhült a szegénység és sok ember talált munkát a közeli városokban. 1991. június 25-én a független Horvátország része lett. A délszláv háborúban mindvégig horvát kézen maradt. Lipovljani községet 1993-ban alapították, területe korábban Novszka községhez tartozott. A településnek 2011-ben 307 lakosa volt.

## Népesség
| Lakosság változása | Lakosság változása | Lakosság változása | Lakosság változása | Lakosság változása | Lakosság változása | Lakosság változása | Lakosság változása | Lakosság változása | Lakosság változása | Lakosság változása | Lakosság változása | Lakosság változása | Lakosság változása | Lakosság változása | Lakosság változása |
| ------------------ | ------------------ | ------------------ | ------------------ | ------------------ | ------------------ | ------------------ | ------------------ | ------------------ | ------------------ | ------------------ | ------------------ | ------------------ | ------------------ | ------------------ | ------------------ |
| 1857               | 1869               | 1880               | 1890               | 1900               | 1910               | 1921               | 1931               | 1948               | 1953               | 1961               | 1971               | 1981               | 1991               | 2001               | 2011               |
| 189                | 247                | 269                | 381                | 434                | 458                | 434                | 422                | 508                | 509                | 495                | 348                | 419                | 400                | 368                | 307                |

## Nevezetességei
- Szent Rókus tiszteletére szentelt kápolnája a falu közepén áll.

## Kultúra
- A település ünnepe a „Rokovo”, melyet minden év augusztus 16-án Szent Rókus napján rendeznek meg.
- Krivaji nőegylet

## Egyesületek
DVD Krivaj önkéntes tűzoltó egyesület

## Sport
NK Croatia Krivaj labdarúgóklub